# Mediologie
Mediologia este o disciplină care explorează căile și mijloacele eficacității simbolice, felul cum imaginile și cerințele pot modifica mersul lucrurilor în societate.